# Latkova vas
Latkova vas – wieś w Słowenii, w gminie Prebold. W 2018 roku liczyła 1038 mieszkańców.